# Кастиља-Ла Манча
Кастиља-Ла Манча је шпанска аутономна заједница и састоји се од следећих покрајина:
- Албасете,
- Сијудад Реал,
- Куенка,
- Гвадалахара и
- Толедо.

У региону је именовано неколико места светске баштине: Толедо (од 1986), Куенка (од 1996) и Алмаден од 2012. године.

## Географија
Кастиља-Ла Манча се граничи са следећим аутономним покрајинама: Кастиља и Леон, Заједница Мадрид, Арагон, Валенсијанска Заједница, Регион Мурсија, Андалузија и Екстремадура.
То је регион без излаза на море који у великој мери заузима јужну половину унутрашње висоравни Иберијског полуострва, укључујући велике делове слива реке Тахо, Гвадијане и Хукара, док североисточни рељеф обухвата планински масив Иберико. То је један од најређе насељених региона Шпаније, са највећим градовима Албасете, Гвадалахара, Толедо, Талавера де ла Реина и Сијудад Реал.
Регионална урбана структура је полицентрична, без доминантног централног града.
Територија Кастиља-Ла Манча подељена је на пет главних сливова. Тахо, Гвадијана и Гвадалкивир се уливају у Атлантски океан, а Хукар и Сегура у Средоземно море. Тахо обезбеђује воду за око 587.000 становника у сливу од 26.699 квадратних километара. Слив Гвадијане простире се на 26.646 квадратних километара у Кастиља–Ла Манча, 37 процената целокупног слива те реке, са популацијом од 583.259 становника. Слив Гвадалкивира простире се на 5,2 процента површине аутономне заједнице, протежући се на 4.100 квадратних километара кроз јужне делове провинција Сијудад Реал и Албасете, укључујући тако важан центар становништва као што је Пуертољано. Слив Хукар је 2006. године имао 397.000 становника на површини од 15.737 квадратних километара, 19,9 одсто територије и 36,6 одсто од укупног слива. 34 општине југоисточног Албасетеа падају у слив реке Сегура, на површини од 4.713 квадратних километара.

## Историја
У 2. веку пре нове ере, у време појаве римских освајачких ратова, први стварни градови су почели да расту на унутрашњој висоравни. Римско освајање донело је значајне трансформације у градским насељима, укључујући друштвену поделу између робова и слободних људи, монетарну економију, подстицање производње и трговине или нову римску акултурацију. На територији садашњег региона било је развојено рударство, а у класичним изворима се помиње ископавање цинабарита, сребра, злата и других минерала.
Изграђен од нуле на државну иницијативу, оснивање града Рекополиса од стране Визигота у касном 6. веку био је јединствен развој у контексту европског раног средњег века.
Аутономна заједница Кастиља-Ла Манча је наследница историјског региона Нова Кастиља, којој је припадао и Мадрид и такође старе Краљевине Толедо. Краљевина Толедо је била једна од малих муслиманских краљевина (таифа), настала после распада Кордопског калифата. Алфонсо VI од Кастиље ју је освојио 1085. године. Након хришћанског освајања Толеда, неуспешни покушаји северноафричких Алморавида и Алмохада да заузму град претворили су територију унутрашње висоравни јужно од Тахоа подвргнуту екстремном рату за око век и по.
Данашња аутономна заједница, чији је статут изгласан 1982. године, настала је на границама Нове Кастиље изузимајући провинцију Мадрид. Покрајина Албасете, иако је административно припадала Мурсији, увек је била део Манче, због чега се такође припојила садашњој аутономној заједници.

## Становништво
Велики делови региона доживљавају демографски пад. Насупрот томе, поред главних градова провинција, две специфичне области које се граниче са мадридским регионом повезане са метрополитанским подручјем Мадрида доживеле су раст становништва знатно изнад националног просека: Ла Сагра (око аутопута А-42) и коридор Хенарес (око А-2).
Од 2018. године, регион је имао страно становништво од 163.820. Већина странаца је имала романско или мароканско држављанство.

## Градови
Већи градови Кастиље-Ла Манче у којима живи и највећи део становништва покрајине су:
- Албасете — 159.518
- Талавера де ла Реина — 82.975
- Толедо — 75.533
- Гвадалахара — 73.719
- Сијудад Реал — 69.063
- Пуертољано — 50.082
- Куенка — 49.912
- Ељин — 29.847
- Алказар де Сан Хуан — 28.783